# Hylettus magnus
Hylettus magnus es una especie de escarabajo longicornio perteneciente al género Hylettus, categorizada en la tribu Acanthocinini, de la subfamilia Lamiinae. Fue descrita por Monné en 1988.
El período de actividad en los ejemplares adultos se presenta en los meses de octubre y noviembre.

## Descripción
Mide 11-17,5 mm de longitud.

## Distribución
Se distribuye por América del Sur: en Brasil.